# Pelargonium spathulatum
Pelargonium spathulatum är en näveväxtart som först beskrevs av Gábor Gabriel Andreánszky, och fick sitt nu gällande namn av Christiaan Hendrik Persoon. Pelargonium spathulatum ingår i släktet pelargoner, och familjen näveväxter. Inga underarter finns listade i Catalogue of Life.